# Omar Khaouaj
Omar Khaouaj (* 4. července 1977 Mladá Boleslav) je český kytarista. Od svých pěti do jedenácti let žil v Alžírsku. Nejprve nastoupil  na osmileté gymnázium PORG Libeň a poté studoval hru na elektrickou kytaru na Konzervatoři Jaroslava Ježka v Praze.
V roce 2000 přišel do kapely kolem Zuzany Navarové Koa na místo kytaristy uprázdněné po odchodu Ivána Gutiérreze. Po smrti Navarové v roce 2004 zde i zpíval a stal se rovněž jedním z autorů repertoáru. Koa ukončila činnost v roce 2010. Se svým spoluhráčem z kapely Koa Camilem Callerem hrál také v kapelách Akustik a Amirante. Hraje v instrumentální kapele Omar Guitar Band a spolupracuje s mnoha dalšími muzikanty (Marie Rottrová, Petr Kolář, Lucie Bílá, Ondřej Soukup, Petr Spálený, Radůza).